# 逢坂瞳
逢坂 瞳（おうさか ひとみ、1988年1月1日 - ）は、日本のAV女優。GG所属。

## 略歴
2021年にAVデビュー。

## 人物
- 趣味：食べる事
- 特技：料理

## 出演作品

### アダルトDVD
- 初撮り人妻ドキュメント 逢坂瞳（1月14日、センタービレッジ）
- 「男優さんとどうしてもHしたくて…？」Hカップの巨乳デカ乳輪事務職さんがAV出演（3月25日、あんず/妄想族）
- 新「おばさんレンタル」サービス13 中出しセックスまでやらせてくれると評判の家事代行サービスにもっと過激な要求をしてみた (5月13日、熟女LABO）

- 素人羞恥ナンパ！友達の前でガチ H！！「友達の前でエッチするとか本当ムリだから！」恥ずかしいほど感じてしまう女の娘たちの痴態！？ (2月11日、ホットエンターテイメント）
- 顔出しMM号 ザ・マジックミラー お買い物中の美人妻同時寝取り企画！仲良し奥様2人組がオイル素股マッサージ体験！クリトリスとチ○ポが擦れ合う気持ちよさに我慢できず2人揃ってヌルッと挿入！旦那たちの目の前で寝取って生中出し！！ (3月21日、ディープス）
- セフレカノジョ まみ (9月27日、ゲインコーポレーション)

- なま唾巨乳レズビアン ～巨乳同士！ヨダレ垂れ流し舐めテクが超ヤバい！～ (9月5日、U＆K）
- 濡れまくり勃ちまくり不倫温泉 VOL.13（9月12日、花と蜜）

- ドラレコNTR32 車載カメラは見ていたねとられの一部始終を(2月13日、JET映像）
- 男に迫れるとアソコを濡らして股をひらく 断り切れない肉感ボディ美巨乳マゾ妻 デカ乳と美尻を責められイキまくるM奥様 逢坂瞳（2月27日、熟女はつらいよ/熟女卍）